# Brajkovići (Pazin)
 Brajkovići  (olaszul: Braicovici) falu Horvátországban, Isztria megyében. Közigazgatásilag Pazinhoz tartozik.

## Fekvése
Az Isztriai-félsziget közepén, Pazintól 6 km-re északnyugatra fekszik.

## Története
A településnek 1880-ban 291, 1910-ben 443 lakosa volt. Lakói hagyományosan mezőgazdasággal és állattenyésztéssel foglalkoztak. 2011-ben 354 lakosa volt.

## Lakosság
| Lakosság változása | Lakosság változása | Lakosság változása | Lakosság változása | Lakosság változása | Lakosság változása | Lakosság változása | Lakosság változása | Lakosság változása | Lakosság változása | Lakosság változása | Lakosság változása | Lakosság változása | Lakosság változása | Lakosság változása | Lakosság változása |
| ------------------ | ------------------ | ------------------ | ------------------ | ------------------ | ------------------ | ------------------ | ------------------ | ------------------ | ------------------ | ------------------ | ------------------ | ------------------ | ------------------ | ------------------ | ------------------ |
| 1857               | 1869               | 1880               | 1890               | 1900               | 1910               | 1921               | 1931               | 1948               | 1953               | 1961               | 1971               | 1981               | 1991               | 2001               | 2011               |
| 0                  | 0                  | 291                | 314                | 359                | 443                | 0                  | 0                  | 452                | 447                | 389                | 344                | 310                | 345                | 358                | 354                |